# Dendrochirus brachypterus
Dendrochirus brachypterus är en fiskart som först beskrevs av Cuvier 1829.  Dendrochirus brachypterus ingår i släktet Dendrochirus och familjen Scorpaenidae. Inga underarter finns listade i Catalogue of Life.